# Tichosina bullisi
Tichosina bullisi är en armfotingsart som beskrevs av Cooper 1977. Tichosina bullisi ingår i släktet Tichosina och familjen Terebratulidae. Inga underarter finns listade i Catalogue of Life.